# اس‌اس گلوا
اس‌اس گلوا (به انگلیسی: SS Gallois) یک کشتی است که طول آن ۳۲۱ فوت (۹۸ متر) می‌باشد. این کشتی در سال ۱۹۱۷ ساخته شد.